# Silvester Lechner
Silvester Lechner (* 20. August 1944 in Rosenheim) ist ein deutscher Historiker und Autor. Er widmete sich mehrere Jahrzehnte vorrangig der Erforschung und Vermittlung der jüdischen Geschichte der Stadt Ulm und der Aufarbeitung des Nationalsozialismus.

## Leben und Wirken
Lechner wurde 1944 nahe der österreichischen Grenze geboren und wuchs in einem Umfeld auf, das weitgehend frei von Antisemitismus war. Sein frühes Interesse an jüdischer Kultur und Geschichte wurde durch die Erinnerungen seiner Mutter an ihre Schulzeit in Österreich geweckt, wo die Hälfte ihrer Mitschüler Juden gewesen waren und sie auch deren Rabbiner gekannt hatte.
In den 1960er Jahren engagierte sich Lechner in der Studentenbewegung, die sich kritisch mit der NS-Vergangenheit auseinandersetzte und gegen die Weiterbeschäftigung ehemaliger Nationalsozialisten in Bildung, Justiz, Regierung und anderen Bereichen protestierte. 1974 schloss er sein Studium mit der Promotion zum Dr. phil. im Fach Geschichte ab.

Mitte der 1970er Jahre begann Lechner seine berufliche Laufbahn als Dozent an der Ulmer Volkshochschule. Diese war nach dem Zweiten Weltkrieg von Inge Scholl, der älteren Schwester der Widerstandskämpferin Sophie Scholl, und ihrem Ehemann, dem Designer Otl Aicher, gegründet worden, um „aus dem Geist des Widerstandes die Werte für den Aufbau einer demokratischen Gesellschaft zu vermitteln“. An der Volkshochschule war Lechner für die Bereiche Politik, Gesellschaft und Geschichte verantwortlich. Rückblickend äußerte er sich dazu wie folgt: 

„Dieses Umfeld war prägend für mich und legte auch den Grundstein für mein langes Engagement zur Erforschung der jüdischen Geschichte, speziell des Holocaust. Ich sah meine Aufgabe darin, Menschen zum Nachdenken darüber anzuregen, warum die Mehrheit der Deutschen diese antidemokratische, rassistische und weltzerstörerische NS-Bewegung unterstützte.“

Eine bedeutende Beziehung entwickelte sich zwischen Lechner und Alfred Moos, einem aus Kappel bei Buchau stammenden jüdischen Emigranten, der zur Zeit des Nationalsozialismus nach Palästina ausgewandert und als einziger Ulmer Jude 1953 auf Dauer in seine Heimatstadt zurückgekehrt war. Moos wurde für Lechner zu einer Art geistig-politischer Vaterfigur und beeinflusste maßgeblich dessen Studien zur jüdischen Geschichte Ulms.
Lechner und Moos wirkten in den 1980er Jahren gemeinsam auf die Erhaltung und den Wiederaufbau des frühen NS-Konzentrationslagers im Fort Oberer Kuhberg hin. Das Fort, ursprünglich im 19. Jahrhundert als Teil der Bundesfestung Ulm errichtet, wurde durch ihre Initiative als historischer Ort bewahrt und der Öffentlichkeit als Gedenkstätte Dokumentationszentrum Oberer Kuhberg (DZOK) zugänglich gemacht. Silvester Lechner wurde im Oktober 1991 erster Leiter und Geschäftsführer des DZOK, das sich trotz anfänglicher Widerstände in der Bevölkerung zu einer anerkannten Forschungs- und Bildungseinrichtung entwickelte und jährlich Tausende von Schülern und anderen Besuchern empfängt. In seiner fast 19-jährigen Amtszeit war Lechner nicht nur verantwortlich für die Entwicklung und Durchführung eines umfangreichen pädagogischen Programms, zu seinen Aufgaben gehörten auch die Konzeption und Realisierung von Ausstellungen, die Leitung von Workshops sowie die Publikation wissenschaftlicher Arbeiten. Als Autor und Herausgeber veröffentlichte Lechner mehrere Monographien sowie zahlreiche Fachbeiträge und Rezensionen zu neu erschienenen Fachbüchern. Überregional wirkte Lechner in der Landesarbeitsgemeinschaft der Gedenkstätten und Gedenkstätteninitiativen in Baden-Württemberg und gehörte deren Sprecherrat an.
Zum Ende seiner beruflichen Laufbahn im Jahr 2009 erschien eine Festschrift mit einem Geleitwort der damaligen Bundesbildungsministerin Annette Schavan und Beiträgen namhafter Historiker-Kollegen und Persönlichkeiten aus Politik und Gesellschaft, darunter Beate Merk, Ivo Gönner, Uwe Schmidt, Angela Genger, Christoph Kopke, Thomas Lutz, Hilde Mattheis, Walter Wuttke sowie Elisabeth Hartnagel, eine Schwester von Hans und Sophie Scholl.
Auch im Ruhestand blieb Lechner aktiv, unter anderem in einem Weiterbildungsprojekt für Altenpfleger, das sich mit den langfristigen Folgen von Traumatisierungen durch NS-Ereignisse im Alter befasst. Schon seit den 1980er Jahren engagierte er sich für die jüdische Gemeinschaft in Ulm und darüber hinaus. Er setzte sich für die Integration der etwa 400 vorwiegend aus der ehemaligen Sowjetunion stammenden Juden in Ulm ein und baute dauerhafte Beziehungen zwischen der Stadt und ihren ehemaligen jüdischen Bürgern sowie deren Nachkommen in aller Welt auf. Lechner trug wesentlich zur Errichtung der neuen Ulmer Synagoge bei, die 2012 eröffnet wurde.
2014 erhielt Silvester Lechner den Obermayer German Jewish History Award. Die Auszeichnung würdigt seine herausragenden Verdienste als nicht-jüdischer Deutscher um die Bewahrung und Vermittlung deutsch-jüdischer Geschichte und Kultur.
In einem Zeitungsinterview äußerte Lechner wenige Wochen nach seinem 80. Geburtstag im September 2024 Besorgnis über die aktuellen politischen Entwicklungen. Das Wiederaufleben von Nationalismus und Fremdenhass bedrücke ihn besonders, da er sein Leben lang daran gearbeitet habe, rechtsextremes Gedankengut zurückzudrängen und stattdessen Toleranz, Demokratie und Erinnerungskultur zu fördern.

## Werke (Auswahl)
als Autor
- Gelehrte Kritik und Restauration: Metternichs Wissenschafts- u. Pressepolitik und die Wiener "Jahrbücher der Literatur" (1818–1849) (= Studien zur deutschen Literatur. Band 49). Niemeyer, Tübingen 1977, ISBN 3-484-18044-7 (Hochschulschrift).
- Das KZ Oberer Kuhberg und die NS-Zeit in der Region Ulm, Neu-Ulm. Silberburg, Stuttgart 1988, ISBN 3-925344-28-4.

als Herausgeber
- Resi Weglein: Als Krankenschwester im KZ Theresienstadt: Erinnerungen einer Ulmer Jüdin. Hrsg. und mit einer Zeit- und Lebensbeschreibung versehen von Silvester Lechner. Hrsg.: Silvester Lechner, Alfred Moos. 2. Auflage. Silberburg, Stuttgart 1990, ISBN 3-925344-34-9.
- Stiftung Ehemalige Synagoge Ichenhausen. Red.: Silvester Lechner (Hrsg.): Synagoge Ichenhausen – Festschrift zur Eröffnung der ehemaligen Synagoge von Ichenhausen als Haus der Begegnung am 4. Dezember 1987. Stiftung Ehemalige Synagoge Ichenhausen, Ichenhausen 1992 (69 S.).
- Silvester Lechner, Dokumentationszentrum Oberer Kuhberg Ulm, KZ-Gedenkstätte (Hrsg.): Die Kraft nein zu sagen: Kurt Schumacher 1895–1952; Zeitzeugenberichte, Dokumente, Materialien zu Kurt Schumachers 100. Geburtstag. DZOK, Ulm 1995, ISBN 3-9805396-6-0.
- Silvester Lechner, Dokumentationszentrum Oberer Kuhberg, Ulm, KZ-Gedenkstätte (Hrsg.): Ulm im Nationalsozialismus: Stadtführer auf den Spuren des Regimes, der Verfolgten, des Widerstands (= DZOK-Manuskripte. Band 4). DZOK, Ulm 1997, ISBN 3-9805396-4-4.
- Silvester Lechner, Dokumentationszentrum Oberer Kuhberg, Ulm, KZ-Gedenkstätte (Hrsg.): Schönes, schreckliches Ulm: 130 Berichte ehemaliger polnischer Zwangsarbeiterinnen und Zwangsarbeiter, die in den Jahren 1940 bis 1945 in die Region Ulm/Neu-Ulm verschleppt worden waren. 2., verbesserte Auflage. DZOK, Ulm 1997, ISBN 3-9805396-3-6.
- Die Würde des Menschen ist unantastbar: das KZ Oberer Kuhberg in Ulm, 1933–1935. Katalog zur Ausstellung, Ulm 2002. DZOK, Ulm 2002, ISBN 978-3-9805396-5-4.
- Hans Lebrecht – Gekrümmte Wege, doch ein Ziel. Erinnerungen eines deutsch-israelischen Kommunisten. Mit einem Vorwort von Hans Koschnick und einem Geleitwort von Imanuel Noy-Meir. Herausgegeben im Auftrag des Dokumentationszentrum Oberer Kuhberg e. V. [Übers. aus dem Engl.: Elke Nordbrock und Mike Landshut]. Klemm & Oelschläger, Ulm 2007, ISBN 978-3-932577-42-0.
- Württembergisches Schutzhaftlager Ulm. Ein Frühes Konzentrationslager Im Nationalsozialismus (1933-1935). Informationen und Arbeitshilfen für den Besuch der Ulmer KZ-Gedenkstätte mit Schülern. Rudolf Renz und Silvester Lechner (Redaktion) (= Materialien zur Landeskunde und Landesgeschichte des Oberschulamtes Tübingen. Nr. 17). Tübingen, Ulm 2004, ISBN 978-3-9805396-6-1.

als Beitragender
- Silvester Lechner: Das Konzentrationslager Oberer Kuhberg in Ulm In: Wolfgang Benz, Barbara Distel (Hrsg.): Der Ort des Terrors. Geschichte der nationalsozialistischen Konzentrationslager. Band 1: Die Organisation des Terrors. C.H. Beck, München 2005, ISBN 3-406-52961-5.
- Silvester Lechner: „… äußerst notwendige Verwahrungsstätte für unbelehrbare Staatsfeinde des erstarkenden Deutschlands …“ – Die württembergischen Konzentrationslager Heuberg und Oberer Kuhberg. In: Opfer des Unrechts. Stigmatisierung, Verfolgung, und Vernichtung von Gegnern durch die NS-Gewaltherrschaft an Fallbeispielen aus Oberschwaben. Jan Thorbecke Verlag, Stuttgart 2009, ISBN 978-3-7995-1070-7.

Außerdem Mitwirkung an
- "Ich bin ja jetzt der Letzte ..." Arbeiterkultur, Jugendwiderstand, Konzentrationslager; Hans Gasparitsch, geboren 1918, erzählt ... Film von Silvester Lechner, Roland Barth und Hans Gasparitsch. Dokumentationszentrum Oberer Kuhberg Ulm e. V., Ulm 1999, Videokassette (VHS, 40 min.)[8]